# Brandon Dean
Brandon Dean (Monroe, 21 novembre 1979) è un ex cestista statunitense, professionista nella D-League e nella CBA.

## Palmarès
- Campione CBA (2008)
- CBA Playoff MVP (2008)
- All-PBL Second Team (2010)